# タンク (女子プロレスラー)
タンク（Tank）は、オランダの女子プロレスラー。

## 経歴

### マリーゴールド
2025年1月3日、Marigold First Dream 2025でボジラと組み、マリーゴールド・ツインスター王座を持つダーク・ウルフ軍（野崎渚＆CHIAKI）を破り、王座獲得。
その後、マリーゴールド・ワールド王座を持つ林下詩美への挑戦を表明。また、高橋奈七永＆山岡聖怜の挑戦を受け、ツインスター王座の防衛戦を行うことになった。
1月13日、Marigold New Year's Golden Garden 2025で林下詩美に敗れ、ワールド王座獲得ならず。1月19日、高橋奈七永＆山岡聖怜に敗れ、ツインスター王座陥落。1月26日、ボジラとのルーザー・リーブ・マッチに敗れ、マリーゴールドを去ることになった。

## タイトル歴
マリーゴールド
- 第3代マリーゴールド・ツインスター王座（パートナーはボジラ）